# Engage
Engage è il quarto album in studio della band hardcore punk Stretch Arm Strong, pubblicato nel 2003 dalla Solid State Records.

## Tracce
1. We Bleed
2. Raise Your Fist
3. Rising Again
4. Miles Apart
5. Devil Shouts Devil
6. Black Clouds
7. Defect
8. Calling
9. Ignition
10. Perception Of Energy
11. Express Yourself (Cover dei N.W.A.)

## Formazione
- Chris McLane - voce
- David Sease - chitarra
- Chris Andrews - basso
- John Barry - batteria